# Acier de cémentation

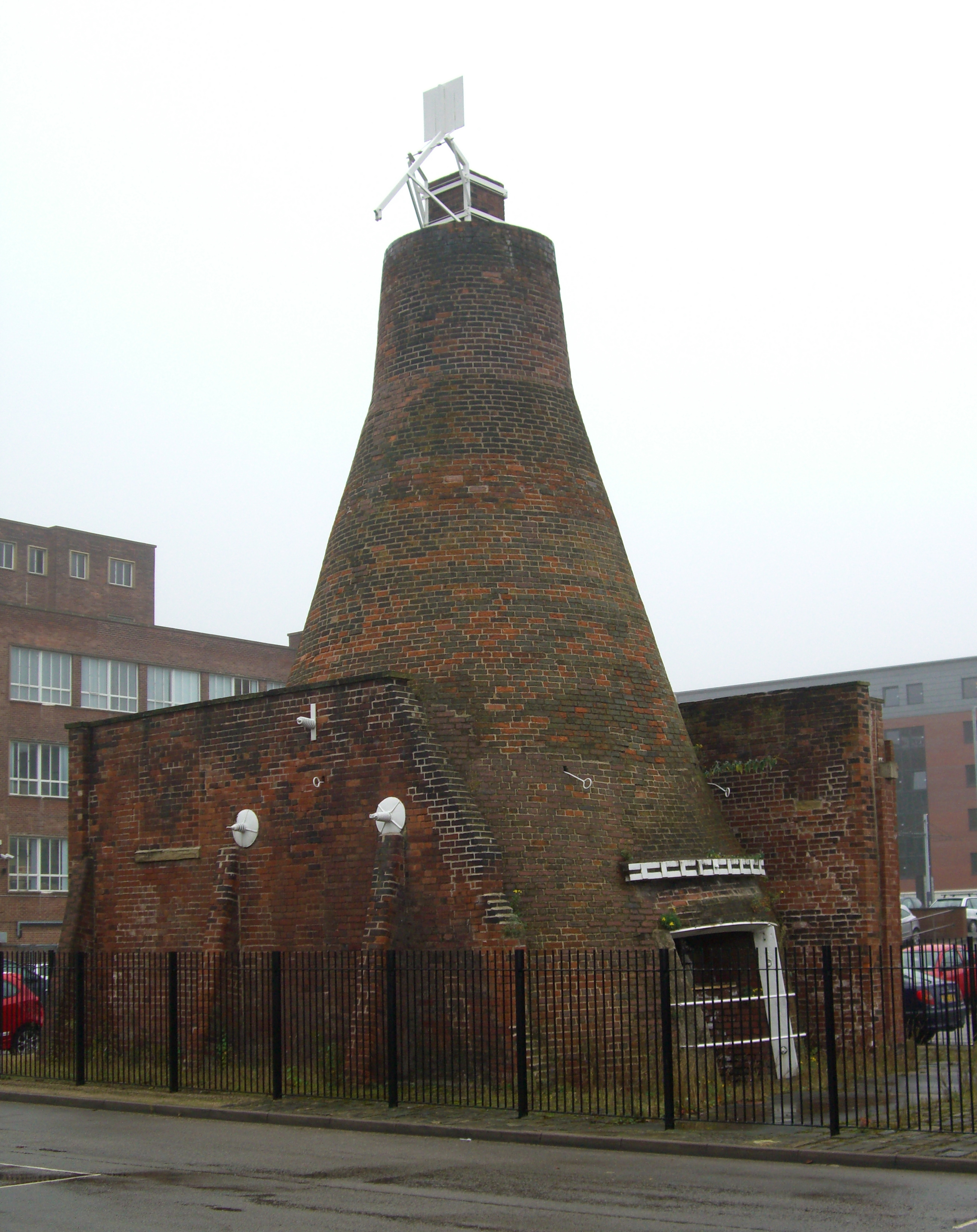
Four de cémentation à Sheffield, en Angleterre.

Ne doit pas être confondu avec Acier cémenté ou Cémentation.
L'acier de cémentation , qui est un ancien acier cémenté, désigne le métal issu d'un procédé historique de transformation du fer en acier par une cémentation pénétrant plus ou moins profondément dans le métal (à la différence de la cémentation moderne, qui ne cherche qu'à durcir superficiellement). La cémentation superficielle existe depuis l'Antiquité. 
La cémentation profonde, qui paraît avoir pris naissance en France et en Belgique, selon John Percy, a été utilisée en Europe de la fin du XVIIe siècle au XXe siècle. L'acier de cémentation étant très hétérogène (plus riche en carbone en surface qu'au cœur du produit), il était souvent refondu et ainsi transformé en acier fondu, également dénommé acier au creuset. Ces procédés, lents et d'autant plus coûteux qu'ils multiplient parfois les étapes de fabrication, disparaissent dès que les convertisseurs sont mis au point.

## Développement technique
Dès la première partie du XVIIe siècle, les forgerons anglais s'appliquent à durcir à la surface et à aciérer les barres et objets façonnés en fer forgé. Ils choisissent de cémenter le fer, imitant les forgerons des Pays-Bas espagnols voisins dès 1630. Or le fer suédois est bien plus facile à cémenter que les fers du Staffordshire ou du Lancashire. Les importations suédoises croissantes réduisent par contre coups les livraisons d'acier naturel de Rhénanie, qui pouvaient dépasser 1500 quintaux par année. Vers 1740, un procédé de traitement, par fusion au four ou creuset, des aciers cémentés, change la donne : il permet obtenir de l'acier fondu et de trouver ainsi un nouveau débouché. L'usine installé à Handsworth par Benjamin Huntsman, près de Sheffield à portée des produits réfractaires pour construire les fours et surtout desservie par la canal de Hull, port d'entrée des fers de Suède, est bientôt imitée par ses concurrents, à commencer par Walker et Marshall.

## Description idéale après 1792
La Convention nationale prend brusquement conscience du manque dramatique d'acier en France, grande nation en sursis, désormais privée d'importations par un blocus militaire et confrontée aux besoins impérieux d'équipements et d'armements pour mener la guerre face à l'Europe monarchiste coalisée. Claude Berthollet, Gaspard Monge et Alexandre Vandermonde sont mandatés par le comité de salut public qui charge les scientifiques de multiplier les appels aux hommes de l'art. Les savants républicains diffusent un avis aux ouvriers en fer sur la fabrication de l'acier. Cet opus clair, accessible à un homme de métier, décrit trois espèces d'acier bien connu : 
- i) l'acier naturel (obtenu suivant une voie supposée naturelle, en suivant une partie des étapes du procédé de fabrication du fer après la fusion de la fonte),
- ii) l'acier de cémentation, obtenu par le chauffage au fourneau à grand feu, de barres ou bandes de fer de bonne qualité avec un cément, un charbon de bois de grande surface spécifique réduit en poudre fine.
- iii) l'acier fondu, présentant une dureté uniforme et apte à un beau polissage. L'acier fondu est produit par la fonte des deux premiers aciers, même si l'acier de cémentation l'emporte pour cet usage.

L'acier de cémentation n'est guère apprécié par l'ouvrier qui martèle ou travaille ordinairement l'acier naturel, car ce dernier acier reste plus facile à mettre en forme, à affiner en tranchant, à souder au fer. Le meilleur des aciers de cémentation s'approche des propriétés de l'acier fondu, mais il n'atteint rarement une homogénéité de grains similaire et une grande dureté aussi uniforme ou constante. Par contre, son manque d'homogénéité laisse apparaître parfois des défauts de structure, nommés pailles et filandrures. L'acier de cémentation ne se soude que difficilement au fer : il était principalement employé en coutellerie, en taillanderie, pour la fabrication de petits ressorts ou de grands laminoirs, d'outils comme des haches, limes, des marteaux de toute taille qui frappent fort, des burins qui résistent à la percussion du marteau, sans s'égrener sans se refouler etc, voire des platines de fusils ou des armes blanches comme des couteaux et sabres ainsi qu'une multitude d'objets.
Le forgeron savait autrefois confectionner des étoffes, c'est-à-dire des alliages de fer et d'acier, en forgeant, accolant et soudant laborieusement ensemble plusieurs lames différentes, le fer apportant sa souplesse et l'acier sa dureté, résistance et élasticité. L'étoffe, définie par des couches métalliques globalement peu cassantes, constitue la base des grands ressorts, des faux, des sabres etc. Cet art de mêler et contourner ensemble de fines lames de fer et acier, en réalisant des figures de veines topologiques avec ces multiples couches superposées, intimement entrelacées, explique la perfection maîtrisé des fleurs de damas.

### Opération de cémentation
L'acier de cémentation est formé par la réaction, parfois superficielle, et à haute température, autrefois au grand feu, du fer avec un cément, qui à l'époque n'est autre que du charbon de bois de bonne surface spécifique, réduit en poudre très fine. Concrètement, des barreaux, des bandes, des plaques de fer entourés d'un cément, maintenu dans une caisse ou creuset sont chauffés dans un fourneau au grand feu. Le fer employé doit être homogène à défaut d'être pur et de grande qualité, en outre correctement forgé et corroyé avec soin, surtout ne dévoilant aucune gerçures ni pailles. Les aciéristes anglais, grands experts en cémentation, accaparent à prix d'or le fer de Roslagie, le meilleur de Suède. Dans le cas contraire, la réunion des morceaux de fer et même leurs alliages de surface demeure ardue. Les fers d'excellence des forges catalanes de l'ancien comté de Foix permettent une bonne cémentation, au moins égales à celle des fers suédois. Les fers de France, par exemple ceux du Berry, ne peuvent être cémentés seuls, mais seulement avec une bonne proportion de l'excellent fer suédois qui facilite l'opération de cémentation. Le registre crucial, si on excepte les fers de qualité médiocre ou porteurs d'impuretés, paraît être l'opération complète de forgeage à chaud, sous l'action régulière des martinets ou des marteaux. Il n'est nullement exclu que l'aciériste français recourt pour la cémentation à des fers vétustes ou rouillés, s'il les forge et les corroie préalablement dans les règles de l'art. 
Un lit de poussier de charbon de bois est répandu dans le fond du creuset, légèrement humecté pour qu'il ne s'envole pas au moindre mouvement d'air. Un premier rang de bandes de fer est placé soigneusement, de façon qu'il soit recouvert de charbon. Puis ce rang est totalement recouvert d'un lit de poussier d'une épaisseur d'un demi pouce, ce qui permet de poser un second rang de bandes de fer. Le remplissage du creuset est continué de façon similaire. Le dernier rang est recouvert de lit de poussier de charbon, avant qu'un ultime lit de sable humide ou humecté ne ferme une surface étanche aux poussières, en forme de dos d'âne, cumulant au centre du creuset plusieurs pouces de hauteurs. Il ne faut pas que ce couvercle ou sertissage de sable soit détruit pendant la combustion. Selon la grandeur du creuset et sa contenance en fer, une chauffe du fourneau, plus ou moins durable, mais toujours graduelle ou par palier, est lancée. Le fourneau de cémentation de Newcastle, où prennent place deux caisses contenant 25 à 30 milliers de bandes d'aciers, reste en chauffe pendant cinq jours et cinq nuits. Pour vérifier l'état final de cémentation, une extrémité du fourneau est percée, ainsi qu'une caisse pour y soustraire facilement une barre témoin. L'acier bien cémenté se reconnaît à sa couleur et à ses boursouflures de surface. Une épreuve peut être faite au marteau. Si la cémentation est incomplète et n'a point encore pénétré jusqu'au centre, il est facile de constater un état fibreux du fer résiduel, distinct de l'acier. L'acier régurgité du four de cémentation a une surface pleine d'inégalités ou de boursouflures, d'où son nom d'acier poule ou d'acier boursouflé. Sa cassure présente des larges facettes, et a l'aspect d'un mauvais fer cassant. Pour le mettre dans le commerce, un forgeage au martinet s'impose, et une réduction à chaud en bande de 7 à 8 lignes de large lui permet, après un refroidissement à l'air, sans trempe à l'air, de garder un grain beaucoup plus serré. Notez que les extrémités des barres, converties en acier, préservent leurs pailles, et constituent de facto un acier défectueux, l'opérateur métallurgiste les coupe et les forge en paquets, destinés à la confection d'instruments aratoires.
Un fourneau doit être solide et résistant, réutilisable un grand nombre de fois sans maintenance notable, et surtout être efficace, en produisant le plus de chaleur tout en nécessitant une moindre dépense de combustibles. Une grande taille de fourneau, n'est guère avantageuse pour cette opération unique ou unitaire : outre l'emploi d'une grande quantité de combustible requise, la dissipation de la chaleur est inévitable, en particulier en fin d'opération en pure perte. Le feu, sous forme de flamme et chaleur, doit circuler de manière égale autour de la caisse ou creuset. La conduite du feu est un art délicat : elle doit s'adapter au type de montage des barres, à l'épaisseur et nombre de ces dernières, à la forme et taille du fourneau, fort variables selon les ateliers de cémentation, sans oublier la nature du combustible. Si le feu n'a pas été suffisamment fort et continu, l'opération de cémentation est incomplète : les barres ne sont point cémentées jusqu'au cœur, et la dureté apparaît inégale en divers points. Ce défaut pourra être en partie corrigée par un travail de forge. Si le feu se maintient avec trop d'intensité, la matière, ayant incorporée une trop grande quantité de charbon, devient cassante et difficile à forger 

### Distinctions en coutellerie et choix d'urgence du comité de salut public
Le fameux coutelier Perret considérait que les ouvrages fins et délicats nécessitaient l'usage de l'acier anglais, c'est-à-dire l'acier de cémentation, et parfois de l'acier fondu pour quelques parties de luxe bien polie et homogène. L'acier allemand ou naturel, qui a plus de corps et de ténacité, doit être préféré pour des ouvrages forts et robustes. 
Pour confectionner le plus aisément et promptement possible outils et armes de plus en plus lacunaires en France, l'acier cémenté, obtenu à peu de frais par de petits établissements en récupérant des fers domestiques, est privilégié par les autorités républicaines de la Convention, escomptant la récupération ou confiscation des balustrades, armatures et grilles confectionnés à grand frais par les ferronniers d'art de l'Ancien Régime.
Les forges au bois, notamment avec leurs grands feux d'affinerie autant dissipateur que dispensateur de chaleur, permettaient diverses opérations accessoires à moindre coût, par exemple le recuit des tôles, le réchauffage des massiaux et la fabrication de l'acier cémenté.